# Drukarka fotograficzna
Drukarka fotograficzna – rodzaj drukarki atramentowej, przeznaczonej do wydruku obrazów fotograficznych z aparatu cyfrowego. Drukarki te zdolne są drukować obrazy o dużym nasyceniu barwy, o subtelnych przejściach tonalnych. Potrafią wiernie odtwarzać szczegóły obrazu w ciemnych partiach fotografii dzięki zastosowaniu barw szarości: czarnej (K = Black), ciemnoszarej (LK = Light Black), lekkoszarej (LLK = Light-Light Black) oraz o zwiększonej rozdzielczości drukowania w tych partiach fotografii.
Drukarki fotograficzne mogą drukować z ośmiu barw podstawowych: CMYK + LC (Light Cyan) + LM (Light Magenta) + R (Red) + B (Blue) lub CMYK + LC + LM + LK + LLK. Bywają przystosowane do wydruku bezpośrednio z aparatów cyfrowych. Czasem bywają wyposażone w ekran LCD dla prostych edycji i korekt zdjęć.